# Militarism

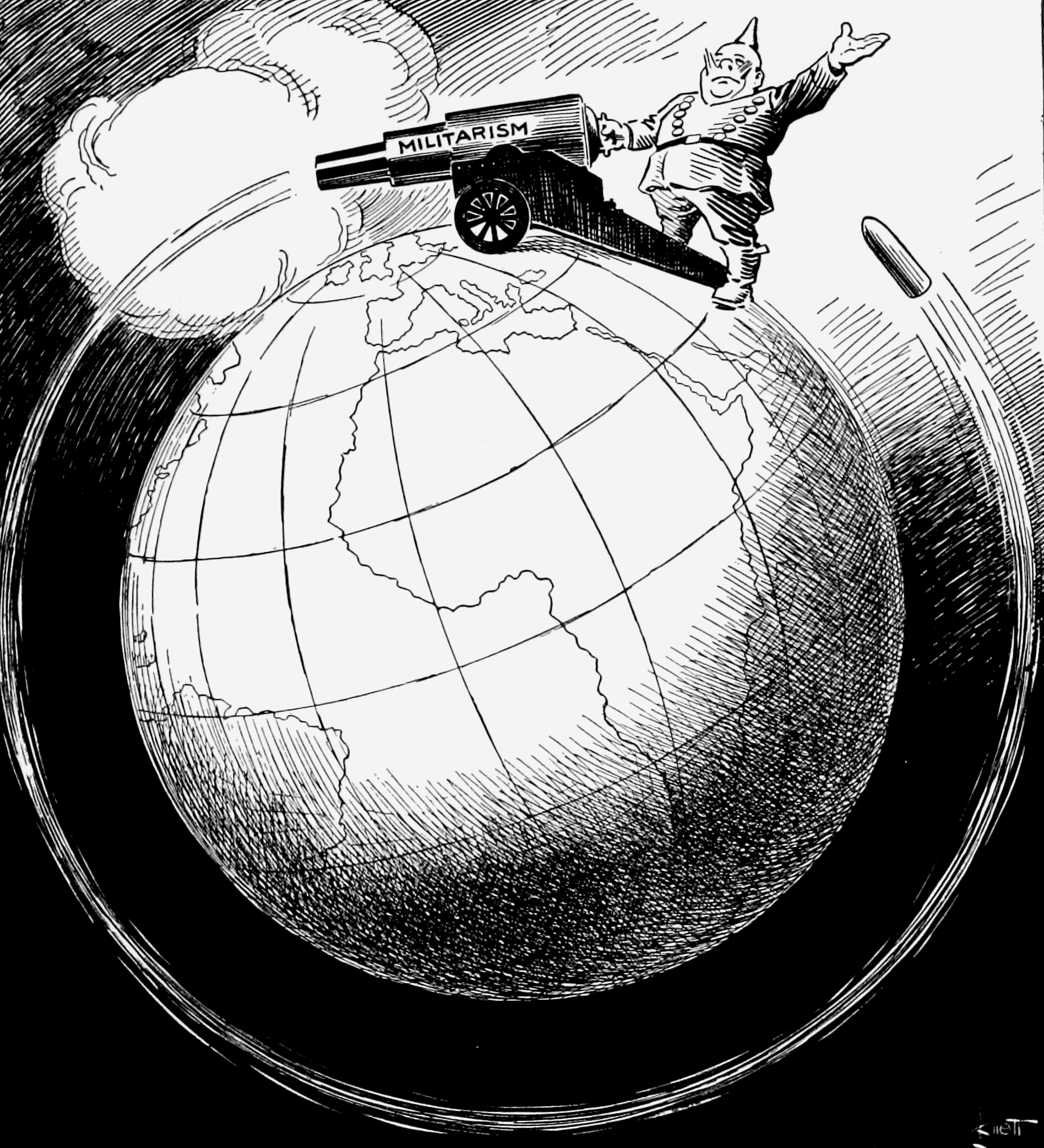
Den skjuter längre än han drömmer av John F. Knott. Teckning från 1918, som föreställer hur kejsare Vilhelm II av Tyskland skjuter en kanon med texten "Militarism".

Militarism, tänkesätt och åtgärder som hör samman med en målsättning att ha en stark militär makt och beredvillighet att på ett aggressivt sätt använda den för att skydda eller gynna sina nationella intressen. En militaristisk världsåskådning involverar inte sällan glorifiering av militären och militära medel och bruk därav utanför de traditionella ramarna för en nationell försvarsmakt, t.ex. dess aktiva inblandning i politiken (jämför militärjunta).
I väst förknippas militarism ofta med icke-demokratiska, totalitära regimer. Exempel på sådana vilka nämnts som exempel på militaristiska dito är Tyskland under det nazistiska Tredje riket (1933–1945), Italien under Mussolini och Japan under Stillahavskriget (1937–1945). Andra exempel är Sovjetunionen och USA där upphöjande av militären och dess otvetydiga högsta prioritet hos ledande politiker ständigt intensifierades och ifrågasättande av militärens ställning med hand blev politiskt oacceptabelt.